# Societatea Română de Radiodifuziune

Sediul Societății Române de Radiodifuziune
- vedere dinspre strada General Berthelot -

Sediul Societății Române de Radiodifuziune
- vedere dinspre strada Temișana -

Societatea Română de Radiodifuziune (asociată deseori cu denumirea de Radio România) este un serviciu public autonom de radiodifuziune de interes național, cu atribuții de informare, educație și divertisment, independent editorial, care își desfășoară activitatea sub controlul Parlamentului, în condițiile Legii nr. 41 din 17 iulie 1994 (republicată și actualizată) și în conformitate cu convențiile internaționale la care România este parte.

## Istoric

### Debuturile radiofoniei în România
Radiofonia românească a debutat în 1908 prin instalarea unui post de radiotelegrafie la Constanța, aparținând Serviciului Maritim Român. 
În anul următor marina militară a instalat trei posturi la Călărași, Giurgiu și Cernavodă. În 1912, din pricina întreruperii totale a legăturilor telefonice și telegrafice prin fir, România a fost în pericol de a nu comunica cu aliații săi. 
Cu concursul inginerului Vintilă Brătianu, inginerul Emil Giurgea a reușit să instaleze în Parcul Carol I un post de emisie-recepție de 12 kW. De energia electrică necesară s-a ocupat inginerul Dimitrie Leonida. Până în 1928, în România fuseseră instalate numeroase posturi de radiocomunicații.
În 1921, dintr-o initiațivă guvernamentală, s-a înființat o rețea de posturi radiotelegrafice care acoperea teritoriul țării.
Între 1925 - 1928, un grup de radioamatori al cărui inițiator a fost Dragomir Hurmuzescu (1865 - 1954) au militat pentru înființarea postului național de radiodifuziune. Profesorul Hurmuzescu a creat, la sfârșitul anului 1924, Asociația Prietenii Radiofoniei, în cadrul Institutului Electrotehnic, înființat tot de el. 
Din inițiativa acestui grup s-a deschis în 1920 un curs de radiocomunicații la Universitatea București. În anul 1925 s-au înregistrat progrese importante în domeniul telefoniei, telegrafiei fără fir și radiofoniei.
La 19 noiembrie 1925, ora 15, în cadrul expoziției Luna Bucureștilor, a fost efectuată prima emisiune în limba română cu un post de tip Levy de 50 de wați, efectuată de inginerul C. Cottescu, cu un program de divertisment.
În 1927, profesorul Dragomir Hurmuzescu emitea de două ori pe săptămână, pe lungimea de undă de 350 de metri, emisiuni pentru 2000 de abonați.

### Societatea de Difuziune Radiotelefonică din România
Constituirea Societății
La sfârșitul anului 1927, se pun bazele legale ale constituirii primei societăți naționale de radio din România, cu capital majoritar de stat, Consiliul de Miniștri declarând constituită Societatea de Difuziune Radiotelefonică din România (art.2 din Jurnalul nr. 2915/22 decembrie 1927  al Consiliului de Miniștri). Prima Adunare generală a Societății de Difuziune Radiotelefonică are loc la 17 ianuarie 1928. Societatea va fi înregistrată oficial la tribunal în martie 1928. 
La 7 aprilie 1928, Societatea de Difuziune Radiotelefonică din România comandă la firma Marconi's Wirelles Telegraph Company Ltd. din Londra un post de emisie cu o putere de 12 kW și cumpără imobilul din Str. General Berthelot nr. 60, unde își instalează sediul central, și un teren de 10 ha situat în comuna Băneasa, unde s-a instalat stația de mare putere Băneasa. 
În aceste condiții a fost posibilă prima emisiune a postului Radio Romania, joi, 1 noiembrie 1928, la ora 17, pe lungimea de undă de 401,6 metri, cu o putere de 0,15 kw. 
Emisiunea a fost deschisă de profesorul Hurmuzescu în calitate de președinte al Consiliului de Administrație. A urmat un program muzical, știri de presă, s-au recitat versuri, s-a transmis un buletin meteorologic, știri sportive. În zilele următoare, emisiuni similare au fost transmise între orele 17.00 - 19.00 și 20.30 - 24.00, programul îmbogățindu-se cu noi rubrici.
În dezvoltarea Radiodifuziunii Române trebuie menționată și contribuția adusă de inginerul Gheorghe Cartianu (1907-1982), angajat al Societății de Radiodifuziune, Studioul București și la stația de emisie Otopeni (1933 - 1934), profesor la Institutul Politehnic București, membru corespondent al Academiei Române. El a participat la realizarea primelor studiouri de radiodifuziune din București, a stației Bod, a efectuat emisiuni experimentale și a contribuit la realizarea primelor radiorelee românești precum și a stației de emisie Tâncăbești (1949). 
La început, la Radio București lucrau 17 persoane. Printre ele: inginerul Emil Petrașcu - Director Tehnic, Domnica Păun Ghițescu - Șefa Secretariatului General, Margareta Marinescu - prima crainică, Radu Vasilescu - crainic sportiv. 
Pentru ca publicul să aibă acces la acest nou mijloc de comunicare, se propune în acea perioadă scăderea taxelor la importul de aparate de radio. Programele se dezvoltă considerabil și datorită instalării unui nou emițător de 12 kW la Băneasa. În ciuda dificultăților tehnice, numărul orelor de emisie crește în fiecare an: de la 305 în 1928, la 2200 în 1929, 2264 în 1931; 2936 în 1932 ; 3250 în 1933; 3517 în 1934.
Activitatea radiofonică a Societății
În ziua de joi, 1 noiembrie 1928, la ora 17, se difuzează oficial prima emisiune a postului Radio România.
Pe 12 ianuarie 1929 se difuzează prima emisiune pentru cei mici, Ora copiilor, apoi pe 23 ianuarie se transmite prima piesă de teatru - poemul liric O toamnă, de Alfred Moșoiu. La 14 aprilie se difuzează în direct, de la Opera Română, „Aida” de Giuseppe Verdi. În februarie 1929 se difuzează primele cursuri radiofonice de limba germană și franceză. În 1930 apare Universitatea Radio, emisiune ce transmite conferințe ținute de personalități ale intelectualitații românești, din perioada interbelică. Tot în acest an apar emisiunile Ora sătenilor și Ora școlarilor. Este transmis pentru prima oară un miting aviatic. 
În 1930 se construiesc primele studiouri adecvate sau săli de audiție, cum se chemau în acea perioadă, în imobilul din strada General Berthelot, nr 60. Pe 21 martie 1930, are loc prima transmisie a unei opere din studio (Bărbierul din Sevilla de Gioacchino Rossini). Pe 11 februarie 1932, se inaugurează Studioul Mare, din strada General Berthelot. 
Pe 20 octombrie 1932 apare Legea pentru crearea unui fond necesar dezvoltarii rețelei naționale de relee. Aceasta oferă cadrul legal pentru dezvoltarea tehnică a rețelei naționale de radiorelee. 1932 este și anul când se difuzează primele emisiuni în limbi străine (franceză și germană), care pot fi considerate precursoarele postului Radio România Internațional: niște "miniaturi de emisiuni vorbite", cu referire la specificul românesc, difuzate pe frecvența Radio România. Pe 11 iunie 1933 are loc prima transmisie a unui meci de fotbal internațional: România - Iugoslavia. 
După doi ani de teste, la 1 ianuarie 1936 este pus în funcțiune emițătorul de la Bod pe frecvența de 160 kHz UL, cu o putere de 150 KW.

### Societatea Română de Radiodifuziune
Pe 4 aprilie 1936, Societatea de Difuziune Radiotelefonică devine Societatea Română de Radiodifuziune. 
În 1937, Societatea se dotează cu o organigramă: un Consiliu de Administrație, care fixa principiile de organizare și conducere; un Comitet de direcție, care controla activitatea Societății; o Direcție Generală, care includea Directorii adjuncți și Secretariatul general (arhiva și registratura); o Direcție a programelor vorbite și muzicale; o Direcție tehnică; Direcția contencios; Direcția administrativă; Direcția comercială. Exista un Președinte și un Director general numit de Consiliul de Administrație. Pe 31 decembrie Societatea Română de Radiodifuziune va trece în subordinea directă a Președinției Consiliului de Miniștri.
Pe 20 februarie 1938 se lansează la radio Maria Tănase. Tot din 1937 începe să emită, experimental, postul de radio internațional, pe unde scurte, lungimea de undă de 32,5 m, cu o putere de emisie de 300 W. 
Pe 28 august 1938, un decret promulgat de regele Carol al II-lea prevede ca toate instituțiile publice, cu caracter propagandistic, să treacă sub directa supraveghere a Subsecretariatului de Stat al Presei și Propagandei. Decretul viza, desigur, și Societatea Română de Radiodifuziune. Titularul Subsecretariatului de Stat avea dreptul să-i înlocuiască pe cei doi administratori ai Consiliului de Administrație. În competența Consiliului, ramânea, astfel, doar gestiunea financiară a societății. În pofida perioadei dictaturii, radioul își continuă misiunea. În programul din anul 1938, partea vorbită deținea un procent de 22,37 %, iar muzica 52,32 %.

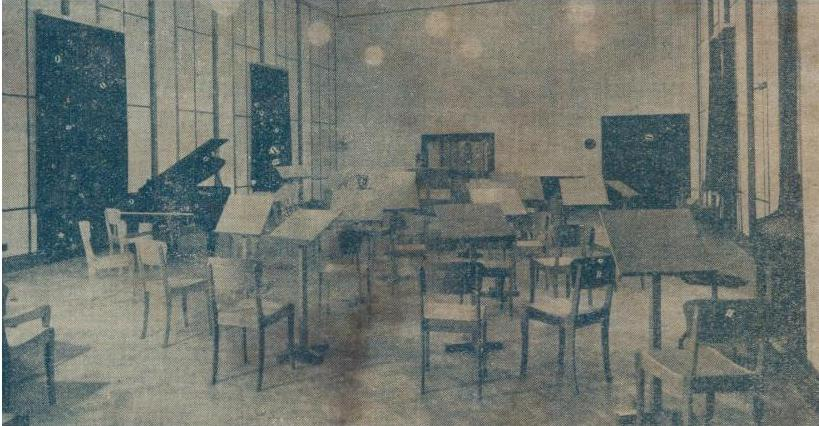
Radio Basarabia în 1940

Emisiunile experimentale ale primului studio regional, Radio Basarabia, au început la Chișinău în primele zile din iunie 1939. Emițătorul de 20 kw. instalat de firma Marconi la Chișinău a devenit cel mai bun din România datorită antenei moderne anti-fading care reduce radiația și favorizează propagarea undelor ce călătoresc aproape de suprafața solului. Radio Basarabia, condus inițial de Gheorghe Neamu, cu un program propriu de emisiuni în limba română și în limba rusă se inaugurează oficial pe 8 octombrie 1939.
Numărul abonaților crește de la 274 314 în 1938, la 319 408 în 1939. Pe 12 februarie 1939 se lansează o emisiune românească pentru America, ca mijloc de propagandă pentru participarea României la Expoziția Universală de la New York. În program: Poema română de George Enescu, o melodie populară în interpretarea Mariei Tănase, orchestra lui Grigoraș Dinicu interpretând o horă caracteristică, arii populare românești, cu concursul Valentinei Crețoiu Tassian și a lui G. Folescu.  
Pe 2 noiembrie 1941 se deschide o altă stație regională Radio Moldova la Iași. Tot în 1941 se înființează și Corul Radio. Numărul de abonați la 31 decembrie 1942 era de 283.909. Apar emisiuni noi: Ora ostășească germano-română; Ora ostășească italo-română; Orașe românești; Transilvănenii și cultura română etc.
Anul 1943 marchează creșterea importanței emițătoarelor din teritoriu: se instalează noi emițătoare purtând fiecare câte un nume - Moldovița, Dobrogea, Argeș, Gloria, Piatra, Carpați, Bucegi, Olt. Acestea își dovedesc din plin utilitatea în august 1944, când, pentru câteva zile, posturile mari de la Băneasa și Bod nu mai pot emite. 
În condiții de război, deși evacuarea și dispersarea componentelor Societății de Radiodifuziune s-a produs începând cu 22 aprilie 1944, difuzarea programelor a fost asigurată fără întrerupere, chiar și în momentele grele din august 1944. Pe 23 august 1944 se difuzează mesajul regelui către țară și proclamația guvernului. Pe 24 august sediul Societății Române de Radiodifuziune este distrus de un bombardament german. Numărul de abonați la 31 decembrie 1944 scade la 96.759 
Evenimentele politice care se succed cu repeziciune la finele războiului afectează structurile și activitatea instituției. Se fac schimbări politice majore. Noul Regulament de organizare și funcționare al Societății Române de Radiodifuziune menționează existența unei subdirecții generale de programe, cu o direcție politică, una culturală și alta muzicală. Deosebirea față de Regulamentul anterior este politizarea. Coordonata politică devine determinantă pentru toate emisiunile. Pe 11 iunie 1948 se produce naționalizarea Societății Române de Radiodifuziune. 
Ore de emisie: 4.333 în 1945; 4.200 în 1946; 4.399 în 1947; 5.975 în 1948; 9.012 în 1950. De acum tendința este crescătoare. Abonați: 139.104 în 1945; 181.210 în 1946; 1.326.406 în 1956; 1.920.157 în 1965
În 1949, la Stația de emisie Tâncăbești a fost pus în funcțiune un emițător de unde medii, pe frecvența de 854 kHz și cu o putere de 150 kW. Pe 10 noiembrie 1951 apare primul număr din Revista de Programe a Radiodifuziunii. 
Pe 27 noiembrie 1952 se dă în folosință actuala clădire a Radioului, construcție începută în 1949 după planurile vechi ale SRR (din timpul administrației lui Vasile Ionescu). Arhitecți: Tiberiu Ricci, Mihai Ricci, Leon Garcia, Jean Beral. 
În 1954 Societatea de Radiodifuziune emitea deja pe două programe. 
În acest an încep să apară, treptat, studiourile regionale, odată cu dezvoltarea emițătoarelor pe unde medii în teritoriu: pe 15 martie se inaugurează Radio Cluj, pe 6 iunie Radio Craiova, în anul următor, pe 5 mai 1955 Radio Timișoara iar pe 10 decembrie 1956 se redeschide Radio Iași. În fine pe 2 martie 1958 apare și Radio Târgu Mureș.

Studioul de concerte „Mihail Jora”

Studioul de concerte „Mihail Jora”
- vedere nocturnă -

### Radioteleviziunea Română
În 1956 apare Televiziunea Română, cu care Radio România fuzionează, formând împreuna instituția numită Radioteleviziunea Română. 
În 1956 și apoi în 1957 încep emisiunile pe unde ultrascurte (doar în București) ale Programului 1, respectiv Programului 2. 
Continuă în același timp înființarea de studiouri locale: în 1958 apare Radio Târgu Mureș. În 1961 se inaugurează Studioul de Concerte Mihail Jora. În 1965 studiourile regionale emiteau 4.088 de ore de program, iar în 1971, 8.395 de ore. 
Pe 5 mai 1963 începe să emită (de asemenea pe unde ultrascurte 72,08 MHz - 4,16 metri) Programul 3. Acesta difuza în general emisiuni de muzică clasică, piese de teatru și emisiuni culturale de la zilnic de la ora 21.00 la 23.00 (duminica 19.00 la 23.00). Ulterior durata emisiunilor crește până la 9 ore pe zi duminica și 8 ore în celelalte zile.
Pe 29 decembrie 1967 se dă în folosință clădirea actuală a Radio Cluj. Un imobil modern cu un studio muzical mare, unul pentru teatrul radiofonic, două studiouri de înregistrări, studioul de emisie și patru cabine de montaj. 
Continuă înființarea de canale noi: în 1967 începe să funcționeze pe litoral, Radio Vacanța, iar în martie 1973 canalul 3 își mărește durata de emisie la 11 - 12 ore pe zi dedicându-se în mare parte tinerilor. 
În ianuarie 1968 Programul 1 Radio trece în fine la emisia non-stop, după ce în 1967 orarul emisiunilor fusese 5.00 - 3.00. Programul 2 îsi difuza programele între orele 7.00 si 1.00 (sâmbăta până la ora 2.00 iar duminica de la ora 6.00). Programul 3 transmitea între orele 16.00 și 24.00 (duminica de la ora 15.00)
În anii '70 și începutul anilor '80, cele trei canale ale Radiodifuziunii difuzau 56 de ore pe zi: 24/24 pe Programul 1, 19 ore pe Programul 2 și 11 ore pe Programul 3. 
În după-amiaza zilei de 12 ianuarie 1985 se desființează, din ordin politic, studiourile regionale. Programele 1 și 2 își reduc drastic emisia: program numai între orele 6.30 și 23.30, ulterior între orele 6 și 24 în fiecare zi. 
Data de 22 decembrie 1989 a însemnat pentru Radio România și pentru societatea românească, un moment de răscruce și un examen. Din acel moment, Radio România își redeschide stațiile regionale, iar evoluția instituției este una ascendentă: în 1990 se înființează studioul regional Constanța; tot atunci începe să emită și Antena Bucureștilor - devenită mai târziu, în 1998, Radio București. Ulterior mai apare un alt canal, destinat populației rurale și intitulat Antena Satelor.

### Conducerea Societății Române de Radiodifuziune
1928 - prezent
| 1928                                   | Prof. Dragomir Hurmuzescu     | Președinte al Consiliului de Administrație                                  |
| 1928 - 1936                            | Ing. George V. Cîrnu Munteanu | Director General                                                            |
| 1929 - 1931                            | Prof. Dimitrie Gusti          | Președinte al Consiliului de Administrație                                  |
| 1932                                   | Alexandru Mavrodi             | Președinte al Consiliului de Administrație                                  |
| 1933 - 1936                            | Gen. N.M. Condiescu           | Președinte al Consiliului de Administrație                                  |
| 1937 - 1938                            | Gen. C. Ștefănescu Amza       | Președinte al Consiliului de Administrație                                  |
| 1937 - Octombrie 1940                  | Dan Sărățeanu                 | Director General                                                            |
| 1939 - Octombrie 1940                  | Gheorghe D. Mugur             | Președinte al Consiliului de Administrație                                  |
| Octombrie 1940 - Februarie 1941        | Ion Mânzatu                   | Director General                                                            |
| Octombrie 1940 - Februarie 1941        | Nichifor Crainic              | Președinte al Consiliului de Administrație                                  |
| Februarie - 5 Decembrie 1941           | Prof. Ioan Petrovici          | Președinte al Consiliului de Administrație                                  |
| 5 Decembrie 1941 - 12 Octombrie 1944   | Prof. Dragomir Hurmuzescu     | Președinte al Consiliului de Administrație                                  |
| Februarie 1941 - 30 Noiembrie 1944     | Avocat Vasile Ionescu         | Director General                                                            |
| 12 Octombrie 1944 - 15 Februarie 1945  | Prof. Nicolae Bănescu         | Președinte al Consiliului de Administrație                                  |
| 1 Decembrie 1944 - 22 Februarie 1945   | Ing. Emil Petrașcu            | Director General                                                            |
| 15 Februarie - 8 Martie 1945           | Prof. Dragomir Hutmuzescu     | Președinte al Consiliului de Administrație                                  |
| 2 - 15 Aprilie 1945                    | Prof. Mihail Cruceanu         | Președinte al Consiliului de Administrație                                  |
| 1 Martie - 30 Iulie 1945               | Ing. Emil Gelles              | Director General                                                            |
| 15 Aprilie 1945 - 30 Decembrie 1947    | Prof. dr. C.I. Parhon         | Președinte al Consiliului de Administrație                                  |
| 1 Ianuarie - 11 Iunie 1948             | Prof. Mihail Cruceanu         | Vicepreședinte al Consiliului de Administrație                              |
| 6 August 1946 - Mai 1949               | Matei Socor                   | Director General                                                            |
| Mai 1949 - Martie 1952                 | Matei Socor                   | Președinte                                                                  |
| Martie 1952 - Aprilie 1954             | Mihail Roșianu                | Până în oct. 1953, președinte, oct. 1953 – febr. 1954 locțiitor de ministru |
| Aprilie - August 1954                  | Constantin Prisnea            | Locțiitor de ministru                                                       |
| August 1954 - Martie 1958              | Melita Apostol                | Director General                                                            |
| Martie 1958 - Ianuarie 1965            | Ion Pas                       | Președinte                                                                  |
| Ianuarie 1965 - Ianuarie 1966          | Teodor Marinescu              | Președinte                                                                  |
| Ianuarie 1966 - 21 Februarie 1968      | Virgil Cazacu                 | Președinte                                                                  |
| 21 Februarie 1968 - 19 Februarie 1971  | Valeriu Pop                   | Președinte                                                                  |
| 19 Februarie 1971 - 24 Aprilie 1973    | Mihail Bujor Sion             | Președinte                                                                  |
| 24 Aprilie 1973 - Ianuarie 1974        | Gheorghe Năstase              | Președinte                                                                  |
| Ianuarie - 21 Octombrie 1974           | Gheorghe Năstase              | Director General                                                            |
| 21 Octombrie 1974 - 4 Februarie 1977   | Vasile Potop                  | Director General                                                            |
| 4 Februarie 1977 - 28 Martie 1978      | Vasile Mușat                  | Director General                                                            |
| 3 Iulie 1978 - 29 Octombrie 1979       | Valeriu Pop                   | Director General                                                            |
| 29 Octombrie 1979 - 19 Noiembrie 1981  | Alexandru Ionescu             | Director General                                                            |
| 19 Noiembrie 1981 - 17 Aprilie 1984    | Ilie Rădulescu                | Director General                                                            |
| 17 Aprilie 1984 - 1 Aprilie 1990       | Petre Constantin              | Director General                                                            |
| 1 Aprilie 1990 - Octombrie 1994        | Eugen Preda                   | Director General                                                            |
| Octombrie 1994 - 29 Septembrie 1995    | Paul Grigoriu                 | Director General                                                            |
| 29 Septembrie 1995 - 24 Noiembrie 1999 | Tudor Cătineanu               | Președinte Director General                                                 |
| 25 Noiembrie 1999 - 12 Decembrie 2001  | Andrei Dimitriu               | Președinte Director General                                                 |
| 12 Decembrie 2001 - 27 Iunie 2005      | Dragoș Șeuleanu               | Președinte Director General                                                 |
| 27 Iunie 2005 - 29 Iunie 2010          | Maria Țoghină                 | Președinte Director General                                                 |
| 30 Iunie 2010 - 3 Iulie 2012           | Demeter András István         | Președinte Director General                                                 |
| 3 Iulie 2012 - 26 Aprilie 2017         | Ovidiu Miculescu              | Președinte Director General                                                 |
| 26 Aprilie 2017 - 11 Mai 2021          | Georgică Severin              | Președinte Director General                                                 |
| 11 Mai 2021 - 14 Noiembrie 2021        | Liviu Popescu                 | Director General Interimar                                                  |
| 15 noiembrie - prezent                 | Răzvan-Ioan Dincă             | Președinte Director General                                                 |

## Societatea Română de Radiodifuziune în prezent
Pe 17 iunie 1994 se votează Legea 41, privind organizarea și funcționarea Societății Române de Radiodifuziune și a Societății Române de Televiziune, prin desființarea Radioteleviziunii Române.

### Obiectul de activitate
Este stabilit prin lege, și constă în:
- Realizarea programelor de radiodifuziune în limba română, în limbile minorităților naționale sau în alte limbi, cu scop informativ, cultural, educativ și de divertisment
- Difuzarea programelor prin stații de emisie și linii pentru transmiterea programelor, aflate în proprietate, sau prin închirierea rețelelor de telecomunicații audiovizuale, radioelectrice, inclusiv prin satelit, cablu sau alte mijloace tehnice
- Organizarea și realizarea, în studiourile proprii sau în colaborare cu alți parteneri interni sau externi, de programe radiofonice, înregistrări pe discuri, pe suport magnetic, necesare programelor proprii și pentru schimb cu organizatii similare din țară și din străinatate sau pentru valorificare
- Desfășurarea activității de impresariat pentru propriile formații artistice, organizarea de concerte, festivaluri și spectacole cu public, precum și concursuri cu formații artistice proprii sau în colaborare cu alți artiști, inclusiv concursuri și jocuri de inteligență sau de noroc, încheierea de contracte cu artiști și impresari români sau străini, pentru emisiunile, concertele și spectacolele pe care le organizează, plătind onorarii și efectuând încasări în condițiile legii
- Realizarea de activități publicitare prin emisiunile și publicațiile proprii, pentru beneficiari din țară și din străinătate
- Organizarea activității de documentare în problemele specifice, editarea și transmiterea spre difuzare a programelor, materialelor publicitare și a altor publicații legate de activitatea radiofonică
- Realizarea de emisiuni în sprijinul procesului de formare a tineretului sub aspect instructiv-educativ, moral-religios și patriotic, în colaborare cu persoane juridice de drept public, persoane juridice de drept privat și persoane fizice
- Efectuarea activității de cercetare și proiectare, precum și de lucrări specifice tehnicii audio, pentru nevoile proprii sau ale altor beneficiari din țară sau din străinătate, urmarirea rezultatelor cercetării științifice și valorificarea acestora în condițiile legii, promovarea progresului tehnic și știintific în activitatea societății
- Efectuarea direct, în condițiile legii, în domeniul de activitate, de operațiuni de comerț exterior și de plăți în lei și în valută
- Organizarea coproducțiilor cu parteneri externi în domeniul unor programe radiofonice și realizarea producției, prelucrării, schimbului, exportului și importului de filme ori programe pentru programele de radiodifuziune
- Reprezentarea în relațiile cu organismele internaționale de profil la care România este parte, încheierea convențiilor și stabilirea relațiilor de colaborare cu organizațiile de radiodifuziune și de televiziune din alte țări
- Realizarea și trimiterea în străinatate, în vederea difuzarii, potrivit acordurilor încheiate cu organizații similare, a programelor radiofonice
- Organizarea de schimburi de realizatori de emisiuni și de corespondenți cu organizații de radiodifuziune din alte țări, oferind posibilitatea unei informări reciproce directe asupra realităților din România și din țările respective
- Păstrarea și arhivarea înregistrărilor audiovizuale și a documentelor care prezintă interes pentru patrimoniul național
- Orice alte activități stabilite potrivit legii.

### Canale actuale
În 1996, dupa modelul Radio France, se decide reorganizarea programelor de emisie, înființându-se trei canale naționale: România Actualități, România Cultural și România Tineret, 11 redacții specializate și un "Departament al Posturilor Teritoriale și Locale". Pe 24 martie 1997 începe să emită Radio România Muzical.]
Din anul 2000 începe modernizarea unor echipamente specifice. Începe digitalizarea posturilor regionale. Cabinele de emisie și de producție din str. General Berthelot sunt de asemenea digitalizate. Încep sa fie date în folosință emițătoare noi FM, banda vest. 
La finele anului 2003, Radio România Internațional își diversifică formulele de transmisie, devenind parte a unei rețele internaționale de emițătoare (transmisie prin satelit, via Internet în formulele real audio și audio la cerere, transmisie terestră în FM și AM prin parteneriat cu posturi de radio private, posibilități de recepție prin telefonie mobilă și Wi-Fi); 
Din 1 octombrie 2004 Radio România Tineret dispare din FM și se transformă în Radio3Net, emițând exclusiv pe internet la www.radio3net.ro. După dispariția prematură a directorului acestui canal, Florian Pittiș, programul Radio3Net adaugă numele actorului în denumirea sa. În 2005, dupa emisia pe internet a unora dintre canalele sale, Radio România începe să-și difuzeze programele în sistemul digital DAB-T în București și împrejurimi. 
În prezent Radio România emite pe trei posturi naționale: Radio România Actualități, Radio România Cultural și Antena Satelor. De asemenea, există Radio România Internațional 1 (în limba română) și Radio România Internațional 2 (în 10 limbi străine). 
Regional, funcționează 10 canale: Radio București, Radio Brașov, Radio Cluj, Radio Constanța, Radio Craiova, Radio Iași, Radio Reșița, Radio Timișoara, Radio Târgu Mureș și un canal dedicat exclusiv muzicii clasice - Radio România Muzical. Mai există două posturi pe internet: Radio3Net și Radio România Junior (pentru copii și tineret).

### Activități conexe
Oferta Radio România este completată de Agenția de Presă RADOR, Editura Casa Radio, Târgurile Gaudeamus (Târgul Internațional Gaudeamus – Carte de învățătură, Târgul Gaudeamus – Carte școlară și Caravana Gaudeamus, care cuprinde: Gaudeamus Craiova, Gaudeamus Cluj-Napoca, Gaudeamus Oradea, Gaudeamus Brașov, Gaudeamus Sibiu, Gaudeamus Iași, Gaudeamus Buzău, Gaudeamus Timișoara și Gaudeamus București) și formațiile muzicale radio: Orchestra Națională Radio, Corul Radio, Corul de Copii Radio, Orchestra de Cameră Radio, Big Band Radio, Orchestra de Muzică Populară Radio și Cvartetul „Voces”.
Agenția de presă RADOR 
A luat ființă în anul 1990. Redacția RADOR monitorizează informații apărute în limba română și în 15 limbi străine: din audiovizual – 57 de posturi de radio și de televiziune, precum și din presa scrisă – 150 de ziare, agenții de presă de pe toate continentele. Publică știri, interviuri, analize, comentarii grupate în fluxuri de știri politice, economice, științifice, precum și în buletine specializate: „România văzută din străinătate”, „Români de pretutindeni”, „Revista presei internaționale”, „Economia mondială”, „Economia românească”, „Cei 27 pentru Europa”, „Balcanii și Marea Neagră”, „Universul Științei”, site-ul RADOR.
Gaudeamus - Noblețea lecturii
Radio România se implică activ și direct în susținerea pieței românești de carte, lansând un concept original - «manifestarea formativă de piață». Târgul Internațional Gaudeamus – Carte de învățătură este în prezent cel mai important eveniment de tip expozițional din România, dedicat cărții și educației (din anul 2001 figurează în calendarul târgurilor de carte realizat la Frankfurt). Conform aprecierilor profesioniștilor domeniului și ale jurnaliștilor, Târgul Gaudeamus poate fi cotat drept unul dintre primele 10 evenimente de acest gen din Europa, din punctul de vedere al anvergurii și al valorii pieței astfel create. Târgul Gaudeamus – Carte școlară oferă un cadru adecvat pentru analiza, selecția și achiziționarea materialelor educaționale necesare în noul an școlar. Caravana Gaudeamus cuprinde: Gaudeamus Craiova, Gaudeamus Cluj-Napoca, Gaudeamus Oradea, Gaudeamus Brașov, Gaudeamus Sibiu, Gaudeamus Iași, Gaudeamus Buzău, Gaudeamus Timișoara și Gaudeamus București.
Editura Casa Radio
Editura Casa Radio valorifică sistematic arhivele scrise și sonore ale Societății Române de Radiodifuziune. Menirea acestui serviciu editorial al Radioului public constă în relevarea unei tradiții autentice în domeniul publicisticii radiofonice, prin valorificarea unui impresionant patrimoniu arhivistic scris și sonor, în readucerea în circuitul public, prin editări, a materialului documentar ce reflectă tendințele culturale și profesionale actuale din jurnalismul audiovizual. Producția Editurii Casa Radio cuprinde colecțiile: „Biblioteca Radio“, cu seriile „Magister“, „Tezaur“, „Repere XXI“ și „Manifest“, „Radio Prichindel“, „Lada de zestre“, „Biblioteca de poezie românească“, completate cu înregistrări din Fonoteca de Aur, colecții de CD-uri cu înregistrări de teatru radiofonic.
Teatrul Național Radiofonic 
Prima emisie de teatru radiofonic a avut loc la 18 februarie 1929, când s-a transmis, în direct, piesa într-un act “Ce știa satul” de V. Al. Jean, în interpretarea actorilor Teatrului Național Maria Filotti și Romald Bulfinski. Teatrul Radiofonic a devenit „scena acustică” a întregii țări, cu cel mai numeros public, unic în peisajul mass-media cultural și artistic. 
Formațiile muzicale  radio
- Orchestra Națională Radio, primul ansamblu simfonic al Radiodifuziunii Române, a fost înființată în anul 1928. De-a lungul timpului s-a afirmat ca una dintre formațiile valoroase existente în cadrul radiodifuziunilor lumii.
- Corul Radio a luat ființă în 1940 și este format din aproximativ 70 de persoane, profesioniști cu studii superioare de specialitate. Abordează un repertoriu foarte variat, atât a capella, cât și liric și vocal simfonic.
- Corul de Copii Radio, creat în anul 1945, este unul dintre cele mai vechi coruri de radiodifuziune din lume. Din octombrie 2004 este Ambasador Cultural al Uniunii Europene.
- Orchestra de Cameră Radio, înființată în 1947 sub titulatura de „Orchestra de Studio”, devine în 1990 orchestra de tip mozartian, cu 37 de instrumentiști. Repertoriul ansamblului cuprinde stiluri și genuri muzicale diferite, de la simfonic la operă, de la oratoriu la lucrări concertante, beneficiind de participarea unor dirijori și artiști de renume.
- Big Band Radio a fost creat în 1949 pentru a completa prezența Radioului în viața spirituală românească. Ansamblul abordează stiluri muzicale diferite, de la muzica ușoară, la estrada și jazz.
- Orchestra de Muzică Populară Radio, alcătuită inițial din 12 dintre cei mai valoroși profesioniști ai genului, numără astăzi 23 de instrumentiști, interpreți de muzică populară și romanțe. Repertoriul cuprinde majoritatea genurilor și stilurilor regionale, caracteristice celor mai diverse zone folclorice din țară.
- Cvartetul „Voces” a luat ființă în anul 1973, la Iași, fiind considerat cel mai important ansamblu românesc de cvartet. Este menționat în dicționarele internaționale de specialitate și invitat la festivaluri din mari centre muzicale ca Bayreuth, Salzburg, Sienna și Toronto.

În fine, putem spune că de la prima emisie radio numai pe unde lungi, canalele Radio România sunt transmise astăzi atât pe unde medii, scurte, ultrascurte, cât și prin satelit, internet și prin radio digital terestru (DAB-T în București și în DRM pentru Europa Occidentală).

## Digitalizarea arhivei SRR
În anul 2007, Societatea Română de Radiodifuziune, a demarat „Apelul pentru salvarea memoriei Radioului”, obținând peste 1.500 de semnături de la personalități din diverse domenii ale vieții culturale, sociale și politice. Comisiile reunite de buget-finanțe ale Camerei Deputaților și Senatului au aprobat alocarea unor fonduri de la bugetul de stat, pe anul 2008, special pentru acest proiect, 4.550.000 RON fiind destinați achiziționării aparaturii necesare platformei care asigură trecerea arhivei radioului public în format digital. Soluția tehnică pentru digitalizarea întregii arhive a fost oferită de compania austriacă Noa Audio Solutions.
Pe 1 noiembrie 2009, ziua în care SRR a împlinit 81 de ani, a fost digitalizat primul document din Fonoteca de Aur a SRR (care a debutat ca emisiune radiofonică propriu-zisă la 14 ianuarie 1967, avându-l la microfon în primii doi ani de existență pe redactorul Petre Dincu - șeful secției Culturale), și anume o conferință radiofonică din 1939 în lectura lui Nicolae Iorga, din ciclul „Sfaturi pe întuneric”. Procesul propriu-zis al digitalizării a fost însă programat să înceapă din 2010 și să se termine 15 ani mai târziu. Conform Mariei Țoghină, președintele din acea perioadă a radioului, nu se va interveni în niciun fel asupra fișierelor pentru îmbunătățirea calității sunetului, dorindu-se păstrarea lor așa cum s-au conservat.
Radioul public intenționază de asemenea să lanseze la un moment dat și un portal pe internet unde să pună la dispoziție, contra cost, toate documentele obținute astfel.
Arhiva scrisă a radioului public cuprinde 4 km liniari de documente, 25.000 de dosare și 12.000 de fotografii, iar Arhivele Sonore cuprind 12.276 de discuri de ebonită (cel mai vechi fiind din 1913), 37.000 de discuri de vinil, 15.000 de discuri compacte, 2.150 de casete DAT, 293.336 de benzi magnetice muzicale și 102.737 de benzi magnetice vorbite; acestea totalizează circa 132.000 de ore de înregistrări, fiind nevoie de 15 ani pentru ca o singură persoană se le poată parcurge.

## Distincții
Cu ocazia aniversării a 90 de ani de activitate pentru Radio România, Președintele României, Klaus Iohannis, a conferit Ordinul „Meritul Cultural” în grad de Comandor, Societății Române de Radiodifuziune, „pentru contribuția importantă avută la promovarea și susținerea valorilor culturale, morale și civilizaționale românești”.

## Critici
SRR a fost criticată în septembrie 2016 pentru încercările de intimidare a angajaților, care sunt cercetați disciplinar atunci când încearcă să semnaleze abuzuri ale șefilor instituției.